# Vlora
Vlora (alternativ în albaneză Vlorë, local Vlonë, în italiană Valona, în greacă Αυλών, Avlón sau Αυλώνα, Avlóna, în turcă Avlonya) este al doilea oraș port ca mărime din Albania (după Durrës). În 2011 avea o populație de 79.948 locuitori. Orașul este cel mai important centru urban din Albania de sud-vest.

## Istoric
Fondat ca o colonie grecească antică, în secolul al VI-lea î. Hr., sub numele de Aulon, orașul a cunoscut o locuire continuă până în prezent. Acesta este orașul unde a fost proclamată Declarația de Independență a Albaniei, pe 28 noiembrie 1912. Orașul a fost pentru o scurtă vreme capitala Albaniei.

## Economie
- Gara Vlora
- Portul Vlora

## Educație
- Universitatea din Vlora

## Personalități
- Michele Greco da Valona⁠(en)[traduceți], pictor din sec. XV-XVI.